# Аржано
Аржано (хорв. Aržano) — населённый пункт в Хорватии, в Сплитско-Далматиснкой жупании в составе громады Циста-Прово. 

## География
Соседние села — Дворине, Каменско, Свиб и Тиярица. Аржано также граничит с боснийскими деревнями Казагинац, Пасич, Рашельке, Реничи, Шишке и Велика Виница.  Расположен на границе Хорватии с Боснией и Герцеговиной. Находится в 23 км от Имотски, в 46 км от Сплита и в 26 км от Ливно (Босния и Герцеговина). Поселок расположен на государственной дороге D39.

## История
До территориальной реорганизации в Хорватии он входил в состав старого муниципалитета Имотски. Здесь находится самый удобный проход через Аржанские ворота высотой 681 м из Далмации в Боснию и Герцеговину. С 1718 по 1878 год здесь проходила государственная граница между Османской империей и Венецианской республикой (Австро-Венгрией и Далмацией). Во времена Римской империи над поселением возвышалась крепость Аргентум.

## Население
Население по данным переписи 2021 года составило 392 человека.
Динамика численности населения:
| 1857 | 1869 | 1880 | 1890 | 1900 | 1910 | 1921 | 1931 | 1948 | 1953 | 1961 | 1971 | 1981 | 1991 | 2001 | 2011 | 2021 |
| ---- | ---- | ---- | ---- | ---- | ---- | ---- | ---- | ---- | ---- | ---- | ---- | ---- | ---- | ---- | ---- | ---- |
| 836  | 917  | 1007 | 1120 | 1045 | 1246 | 1315 | 1231 | 1369 | 1356 | 1469 | 1379 | 1332 | 1110 | 756  | 478  | 392  |

## Климат
Среднегодовая температура составила 10,37 °C, средняя максимальная — 24,12 °C, средняя минимальная — -5,30 °C. Среднегодовое количество осадков — 967 мм.

## Культура
Ежегодно в августе в Аржане проводится традиционный турнир по мини-футболу в память о Йосипе Йовиче, первой жертве Хорватской войны. Турнир организован под организацией Министерства внутренних дел.

## Известные жители
- Ледич, Анте ― хорватский политик
- Жая, Иван ― хорватский шахматист
- Любичич, Филлип — хорватский шахматист